# Kai Forbath
Kai August Forbath (Santa Monica, 2 settembre 1987) è un giocatore di football americano statunitense che milita nel ruolo di placekicker nella National Football League (NFL).

## Carriera professionistica

### Dallas Cowboys
Al college Forbath giocò a football ad UCLA venendo premiato come All-American. Dopo essere stato giudicato dagli analisti il secondo miglior kicker del Draft NFL 2011 non fu tuttavia selezionato. Il 2 agosto 2011 firmò coi Dallas Cowboys come free agent senza scendere mai in campo. Il 16 aprile 2012 fu svincolato.

### Tampa Bay Buccaneers
Forbath firmò con i Tampa Bay Buccaneers il 17 aprile 2012. Durante la pre-stagione 2012 segnò 5 field goal su 5 tentativi, incluso uno da 55 yard.

### Washington Redskins
Forbath passò ai Washington Redskins il 9 ottobre 2012, come sostituto di Billy Cundiff. Nel suo debutto in una gara ufficiale segnò il suo primo field goal da 50 yard nella gara casalinga contro i Minnesota Vikings il 14 ottobre 2012, segnando inoltre tutti e 5 i tentativi di extra point nella vittoria sui Vikings 38–26. Giocò un ruolo importante anche nella vittoria dei Redskins nella settimana 14 contro i Baltimore Ravens, dove prima segnò due field goal da 48 e 49 yard e poi nei supplementari calciò con successo quello della vittoria dalle 34 yard.
Il 23 dicembre 2012, Forbath stabilì il nuovo record NFL segnando i primi 17 field goal calciati in carriera, superando Garrett Hartley, che deteneva il precedente primato con 16. Il pallone fu donato all Pro Football Hall of Fame. Tale primato fu superato nel 2015 da Travis Coons dei Browns.
Il 14 settembre 2015, Forbath fu svincolato.

### New Orleans Saints
Il 19 ottobre 2015, Forbath firmò con i New Orleans Saints. Il 6 settembre 2016, i Saints rescissero il contratto preferendogli il rookie non scelto nel draft Wil Lutz che aveva trascorso il training camp estivo con i Baltimore Ravens.

### Minnesota Vikings
Il 16 novembre 2016 Forbath firmò con i Minnesota Vikings un contratto annuale del valore di 760.000 dollari per sostituire lo svincolato Blair Walsh. Nella prima gara coi Vikings, nella settimana 11, segnò un field goal e 3 extra point contro gli Arizona Cardinals.
Nel settimo turno della stagione 2017, Forbath segnò 6 field goal, incluso uno da 52 yard, nella vittoria per 24-16 sui Ravens, venendo premiato come miglior giocatore degli special team della NFC della settimana.

## Palmarès
- Giocatore degli special team della NFC della settimana: 1

7ª del 2017